# Бондаренко, Иван Тихонович
Иван Тихонович Бондаренко (10 июля 1925, Бородаевка, Екатеринославская губерния — 23 мая 1995, Правобережное, Днепропетровская область) — советский гвардии рядовой, сапёр 81-го гвардейского отдельного сапёрного батальона, 72-й гвардейской стрелковой дивизии, 7-й гвардейской армии, 2-го Украинского фронта. Полный кавалер Ордена Славы.

## Биография
Родился 10 июля 1925 года в селе Бородаевка, Днепропетровской области, УССР в крестьянской семье. В 1940 году окончил семилетку и работал в колхозе.
С 1943 года призван в ряды РККА и  направлен в действующую армию — сапёр 81-го гвардейского отдельного сапёрного батальона, 72-й гвардейской стрелковой дивизии, 7-й гвардейской армии, воевал на 2-м Украинском фронте, участвовал во всех наступательных операциях своей дивизии.
В ночь на 11 июня 1944 года гвардии рядовой И. Т. Бондаренко в районе населённых пунктов Хелештиени и Думбрэвица, следуя впереди группы разведчиков, проделал проходы в заграждениях, уничтожил огневую точку противника, разведал систему его оборонительных сооружений. За это 17 июня 1944 года Указом Президиума Верховного Совета СССР И. Т. Бондаренко был награждён  Орденом Славы 3-й степени.
8 августа 1944 года  гвардии рядовой И. Т. Бондаренко у населённого пункта Хэрмэнсштий разведал подступы к вражескому доту и с сапёрами-подрывниками подорвал его. 18 сентября 1944 года Указом Президиума Верховного Совета СССР И. Т. Бондаренко был награждён Орденом Славы 2-й степени.
С 19 по 21 января 1945 года гвардии рядовой И. Т. Бондаренко  с разведчиками, находясь в тылу противника в районе населённых пунктов Барт и Фархаш (Венгрия), разведал его систему обороны. Первым ворвался в окоп врага, поразил несколько пехотинцев, одного взял в плен. 15 мая 1946 года Указом Президиума Верховного Совета СССР И. Т. Бондаренко был награждён Орденом Славы 1-й степени.
В 1948 года  И. Т. Бондаренко был демобилизован из Советской армии. Работал в колхозе.
Умер 23 мая 1995 года в селе Правобережное, Украина.

## Награды
- Орден Славы I степени (1946)
- Орден Славы II степени (1944)
- Орден Славы III степени (1944)
- Орден Отечественной войны I степени (1985)
- Орден Красной Звезды  (1944)
- Медаль «За победу над Германией в Великой Отечественной войне 1941—1945 гг.»